# Hendrik van Voorne
Hendrik van Voorne (ca. 1200 - 13 maart 1259) was heer van Voorne en burggraaf van Zeeland.
Hendrik werd vanaf 1220 genoemd in aktes van zijn vader Dirk II van Zeeland Van Voorne. In 1228 volgde hij zijn vader op. In 1229 gaf Hendrik een vergunning voor zoutwinning aan de abdij Ter Doest. Hij werd in 1235 vermeld als leenheer van Nicolaas I van Putten. Hendrik ontwikkelde zich tot een belangrijke hoveling van Willem II van Holland. Hendrik wordt vermeld als getuige in een aantal aktes van Willem en deed zelf enkele schenkingen (onder andere aan de Duitse Orde). Rond 1250 kocht hij van Willem gronden ten noorden en oosten van Rotterdam en gaf die uit aan leenmannen. In 1254 bevestigde hij de leenrechten van zijn broer Hugo, heer van Heenvliet.
Hendrik trouwde in 1231 met Catharina van Cysoing (ca. 1210 - 1260). Zij kregen de volgende kinderen:
- Hillegonda, zowel genoemd als echtgenote van Costijn II van Renesse als van Willem I van Brederode
- Margarethe (ca. 1230 - ca. 1270), gehuwd met Hubert Schenk van Beusinchem
- Albrecht van Voorne, opvolger van zijn vader

Bekende voorouders van Catharina zijn:
- (1) Jan III van Cysoing en Maria van Bourghelles 
  - (2) Jan II van Cysoing (ca. 1150 - na 1220) en Mabelia van Guines 
    - (3) Jan I van Petegem en Cysoing (ca. 1115 - voor 1154) en Petronella van Avesnes, hertrouwd met Rogier van Landas
      - (4) Ingelbrecht IV van Petegem en Cysoing (ca. 1070 - na 1135), aanvoerder van de graaf van Vlaanderen tijdens de eerste Kruistocht, en een dochter van Boudewijn I van Gent
        - (5) Ingelbrecht III van Petegem (ca. 1030 - voor 1082) en Mathilde (ca. 1050 - na 1082)
          - (6) Ingelbert II van Petegem (ca. 1010 - 1058) en Glismode 
            - (7) Ingelbert I van Petegem

      - (4) Wouter I van Avesnes en Ada van Mortagne

    - (3) Boudewijn II van Guînes en Christina van Ardres (ca. 1140 - 2 juli 1177)

  - (2) Giselbrecht I van Bourghelles, waarnemend burggraaf van Rijsel, en Ermentrudis 
    - (3) Adalard I van Bourghelles

Bronnen:
- Oorkondenboek van Holland en Zeeland tot 1299, deel II
- Foundation for Medieval Genealogy